# آنوستوموس راه‌راه

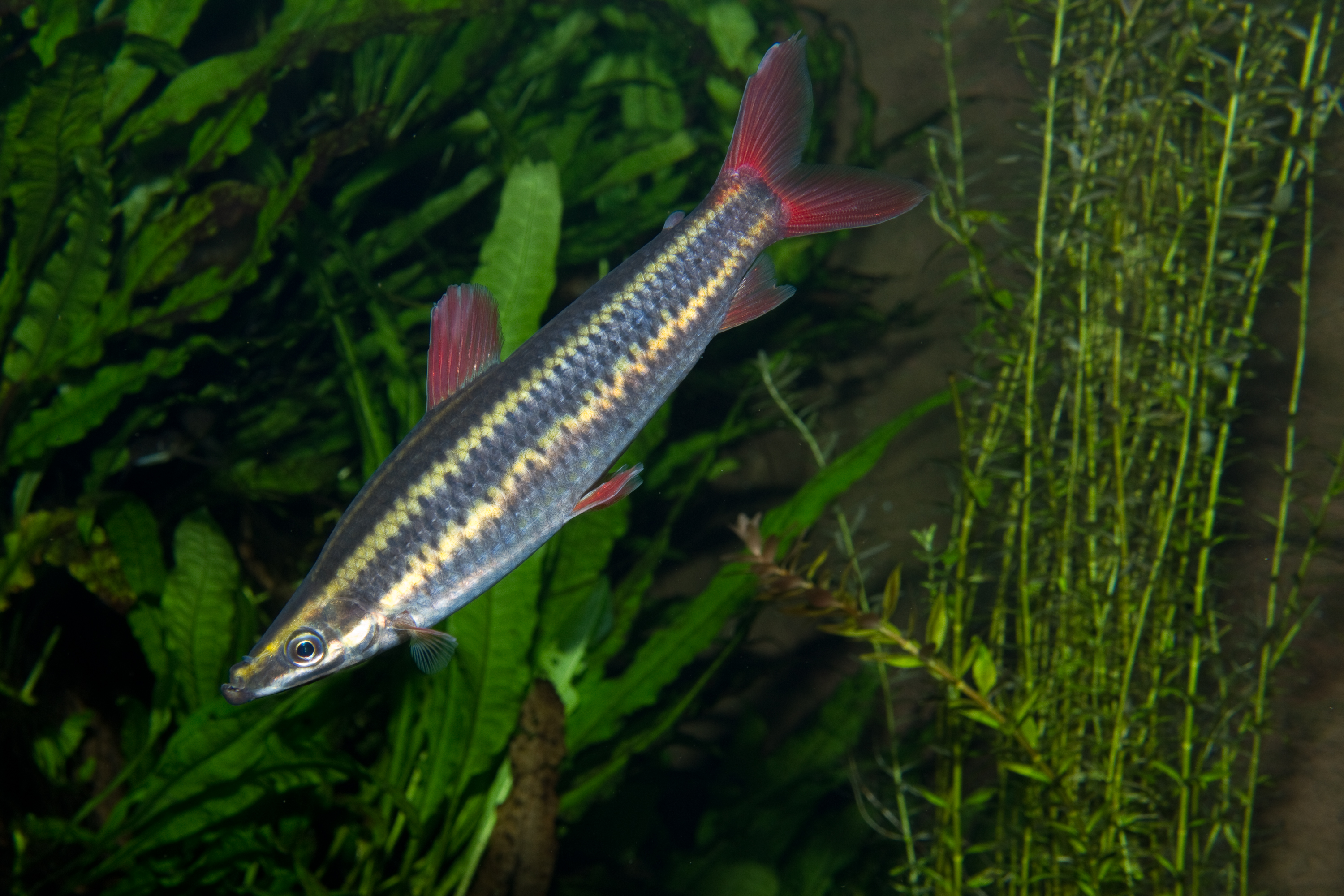
Striped headstander in an aquarium

آنوستوموس راه‌راه با نام علمی Anostomus anostomus که با نام سربند راه‌راه و در ایران با نام تترای آراکو نیز شناخته می‌شود، گونه‌ای از ماهی‌ها است.

## ویژگی‌ها
این گونه به رنگ هلویی کم‌رنگ تا صورتی، با نوارهای کناری بلند و سیاه است. تقریباً تا ۲۰ سانتیمتر رشد می‌کند. نوار مرکزی کناری به شکل قوسی از پشت چشم آغاز و در انتهای دم پایان می‌یابد. آنوستوموس راه‌راه شباهت زیادی به آنوستوموس ترنتزی دارد، اما تفاوت آنها از روی رنگ قرمز روی باله‌ها قابل تشخیص است.

## پراکندگی
آنوستوموس راه‌راه یا تترای آراکو بومی آمریکای جنوبی است و در رودخانه اورینوکو در منطقه گوایانا در آمازون بالایی یافت می‌شود.

## رژیم غذایی
این گونه هم گوشت‌خوار و هم همه‌چیزخوار است.